# Лялін Федір Олександрович
Фе́дір Олекса́ндрович Ля́лін (рос. Фёдор Александрович Лялин; нар. 1776 — пом. 1848) — російський медальєр з династії Ляліних, титулярний радник.

## Життєпис
Народився 1776 року.
У 1791 році прийнятий учнем на Санкт-Петербурзький монетний двір. У 1805 році переведений медальєром. Протягом 1819—1820 років відряджувався до Асигнаційної експедиції для виготовлення штампів.
Федір Лялін є автором декількох копій коронаційних медалей Олександра І і Миколи І. Серед його самостійних робіт виділяються складні за малюнком і працемісткі за надлишком деталей портрет Катерини ІІ на медалі з серії князів і царів, портрет М. І. Кутузова і медаль Фінляндського сільськогосподарського товариства (з надписом фінською мовою).
Помер 1848 року.